# Древнейшая история Мьянмы
Доисторический период Мьянмы охватывает время с 750 000 лет назад, когда туда прибыли первые гоминиды, и до начала письменной истории страны.

## Ранние приматы
Около 40 млн лет назад на территории Мьянмы обитали три вида приматов: Pondaungia cottelia в области Пондаунг, округ Нижний Чиндвин, Amphipithecus mogaungensis, останки которого обнаружены в деревне Могаунг, посёлок Пале, область Сагаинг, а также в деревне Бахин (посёлок Мьяинг, область Магве) и Eosimias paukkaungensis из формации Пондаунг.

## Нижний палеолит

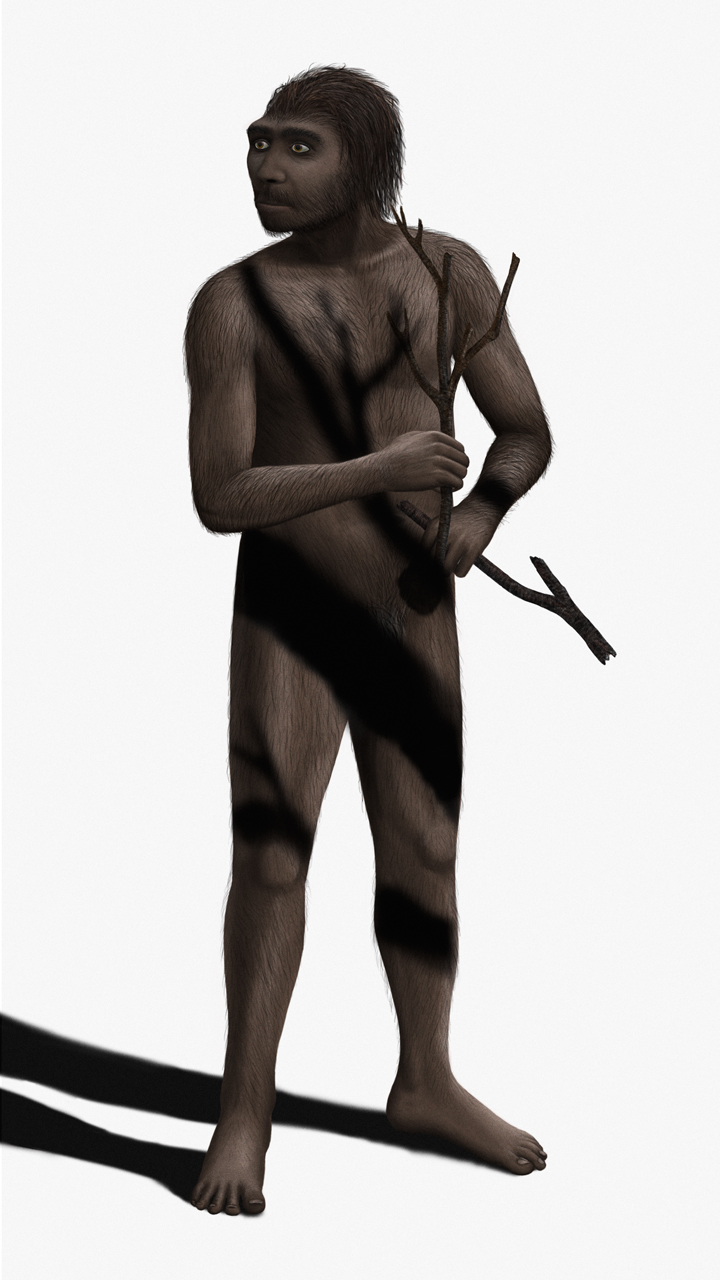
Homo Erectus

В эпоху нижнего палеолита вдоль реки Иравади существовала культура Аньятхи, носителем которой был человек прямоходящий. Ранний этап культуры датируется 750—275 тыс. лет назад, а поздний — 275-25 тыс. лет назад.

## Верхний палеолит и мезолит
Предполагается, что в ходе прибрежных миграций около 70000 лет назад в Мьянму (из Индии через Китай) прибыл человек разумный, который вытеснил гоминид, возможно, частично смешавшись с ними. Тем не менее, в отличие от соседних регионов, в Мьянме ещё не обнаружены следы человеческих поселений того времени. Наиболее ранние археологические свидетельства пребывания людей датируются 11000 г. до н. э. — это наскальные изображения в пещерах Пада-Лин. Наскальные изображения в этих пещерах продолжали создавать и позднее, вплоть до эпох бронзового и  железного века, вплоть до примерно 1200 г. до н. э. Эти аборигены, вместе с более поздними волнами мигрантов, образовали основу бирманской цивилизации.
Грубо отполированные каменные орудия различного размера часто находят на территории штата Шан на востоке Мьянмы. Орудия из гальки, в том числе односторонние рубила и другие орудия, изготовленные из окаменевшей древесины и туфа, обнаружены в плейстоценовых террасных отложениях в долине Иравади.

## Неолит
В целом эпоха неолита в Мьянме датируется периодом 7000 — 2000 гг. до н. э. Возможно, она связана с притоком нового населения. Неолитические жители Мьянмы оставили памятники в центральной части страны, в штатах Качин, Шан, Мон, Танинтхайи, а также вдоль берегов рек Чиндвин и Айеярвадди.
Эпоха неолита, когда впервые произошло одомашнивание животных и культивация растений, засвидетельствована в Мьянме тремя пещерами близ Таунджи на краю плато Шан. Они датируются периодом 11000 — 6000 гг. до н. э., то есть охватывают не только неолит, но и более ранние эпохи. Наиболее важной из них является пещера Пада-Лин, впервые заселённая ещё в эпоху верхнего палеолита. Часть наскальных изображений, расположенных на уровне 3-4 метров от пола, отражает быт неолита: это нарисованные красной охрой две человеческих руки, рыба, быки, бизоны, олень, а также, вероятно, задняя часть слона. Эти рисунки можно интерпретировать как то, что пещера использовалась для религиозно-ритуальных целей.
Ещё одним примечательным археологическим памятником является территория Таунгтхаман близ реки Иравади. Здесь, в пределах стен города Амарапура, бывшего столицей страны в 18 веке, найдены следы поселения, заселённого с эпохи неолита и до раннего железного века, около середины 1 тыс. до н. э.

## Бронзовый век
Первыми исторически известными мигрантами на территорию Мьянмы были ракхайны (создатели Араканских царств на западе Мьянмы) и карены. Их приход привёл к культурной диффузии с аборигенами.
К 1500 г. до н. э. относятся наиболее ранние свидетельства изделий из меди и бронзы, выращивания риса, одомашнивания кур и свиней в долине реки Иравади. Находки бронзовых топоров на территории посёлка Швебо свидетельствуют, что бронзовый век в Мьянме начался около 1500 г. до н. э. параллельно с ранними этапами производства бронзы в Юго-Восточной Азии. Бронзовый век продолжался с 1500 до 1000 г. до н. э. В этот период технология плавки и отливки меди и олова широко распространилась по торговым путям, проложенным ещё в неолите.
В бронзовом веке начинается мелкая меновая торговля, а также возникает анимистический культ.

## Железный век
На территории Мьянмы культуры бронзового и железного века нередко накладывались друг на друга. Примерно к 1500 г. до н. э. в долине реки Иравади возникло производство железа, однако железный век в Бирме начался позднее, около 1200 г. до н. э.
Экономика базировалась на сельском хозяйстве и добыче меди в нагорьях Шан, а также полудрагоценных камней и железа на плато у горы Попа и соли в регионе Халин. Эти материалы представлены в погребальных дарах наряду с привозными предметами из Китая. Также погребальные дары включали декоративную керамику и предметы домашнего быта, такие, как миски и ложки.
Около 500 г. до н. э. возникает большое количество густонаселённых небольших городов и крупных деревень в долинах Верхней Мьянмы. Их население занималось выращиванием риса. Городская цивилизация в Мьянме сложилась намного позднее, ближе к началу н. э., вместе с развитием ирригационной системы и сооружением каналов.
Со 2 в. до н. э. и до основания Паганской династии в 11 в. н. э. население Мьянмы торговало с Индией и династиями Китая, в том числе Хань и Цинь. Общение с этими регионами принесло в Мьянму буддизм и чеканку монеты, которые позднее распространились в другие страны Юго-Восточной Азии.

## Царства пью
В 1 в. до н. э., в страну прибыли пью, заселив север страны.

## Монские царства
В VI веке н. э. моны начали проникать на территорию современной Нижней Мьянмы из монских царств Харибхунджая и Дваравати, располагавшихся на территории современного Таиланда. К середине IX века они основали как минимум два небольших царства (города-государства) с центрами в Пегу и Тхатоне.